# Matthias Beck
Matthias Beck (Nederland, 17e eeuw - Willemstad (Curaçao), 15 november 1668) was een Nederlands militair en koloniaal bestuurder. Hij leidde van 1649 tot 1654 de vestiging van de West-Indische Compagnie (WIC) in Ceará, was van 1656-1659 onderdirecteur van de WIC in Curaçao en van 1664 tot 1668 gouverneur van Curaçao.

## Leven en werk
In 1635 vertrok de jonge Beck vanuit Amsterdam aan boord van het schip 't Land van Belofte naar Nederlands-Brazilië, waar hij in 1636 aankwam. Hij vestigde zich in Itamaracá, waar hij cassaveplantages verwierf. Hij was actief in het Nederlandse politieke, militaire en religieuze leven in Brazilië, werd lid van de gemeenteraad en de Kamer van Escabinos, en ouderling van de Nederlandse Hervormde Kerk. Als soldaat nam hij deel aan de veldslagen tegen de Portugezen in Rio Grande do Norte en Paraíba.

### Ceará
In de context van de tweede Nederlandse invasie van Brazilië hadden de Nederlanders sinds augustus 1645 al veel van hun nederzettingen verloren in gevechten met de Portugezen. Hun situatie verslechterde in de loop der jaren, onder meer door de nederlagen in de veldslagen van Guararapes in 1648 en 1649. De WIC bleef echter vastbesloten door te gaan met het zoeken naar zilver in het Braziliaanse binnenland, dat al in kaart was gebracht door de voormalige gouverneur van Paraíba Elias Herckmans en andere ontdekkingsreizigers zoals Astetten en Schout Hoeck.
Begin 1649 werd Gijsbert de Witt als eerste aangewezen voor deze onderneming. Hij was hoofd van de Raad van Justitie in Recife. Na zijn aftreden werd op 1 maart 1649 Matthias Beck gekozen voor de expeditie naar Ceará. Hij vertrok op 20 maart 1649 vanuit Recife met een vloot van vijf schepen: de Geele Sonne, Synegael, Vlissinge, Capodello en een sloep. Beck scheepte zich in op de Geele Sonne en de indianen uit Ceará op de Vlissinge. Tijdens de reis werden om strategische en technische redenen stops gemaakt in Paraíba en Rio Grande do Norte. Op 1 april stak de vloot de Jaguaribe-rivier over en de volgende dag bereikte deze Ponta do Iguape, waar de schepen voor anker gingen. Drie van de schepen voerden ter plaatse een onderzoek uit. Bij zonsopgang op 3 april vertrok vloot naar Mucuripe, dat ze rond het middaguur bereikten.
Na contacten en onderhandelingen met de lokale indianen, via de indianen uit Ceará, marcheerde Beck op 6 april 1649 met zijn troepen naar de berg Marajaitiba. Op 7 april werd een brug over de Marajaitibakreek gebouwd, om de linkeroever te kunnen bereiken. Op 10 april begonnen de bouwwerkzaamheden voor een kazerne voor de troepen, munitie en voorraden in Fort Schoonenborch, de kern van de huidige stad Fortaleza.
In Ceará werd het onderzoek naar zilvererts geïntensiveerd, maar dit werd niet gevonden. Tussen de Aratanha- en Maranguapebergen werden de cassave- en maïsplantages uitgebreid. Beck onderhield diplomatieke relaties met de inheemse bevolking, en slaagde erin een wapenstilstand te bewerkstelligen tussen de etnische groepen Tupi en Tapuia.
Matthias Beck diende als administrateur van Ceará tot 1 mei 1654, toen hij de Nederlandse capitulatie aan de Portugezen aanvaardde, die werd ondertekend in Camp de Taborda, in Recife: het Verdrag van Taborda, dat de Portugese kapitein Álvaro de Azevedo Barreto bevestigde als de nieuwe gouverneur van Ceará. Op 20 mei 1654 volgde Álvaro de Azevedo Barreto Joris Garstman en Mathias Beck op. Op 20 juni 1654 waren Beck en zijn gevolg de laatste Nederlanders die Braziliaanse bodem verlieten.

### Curaçao
Beck ging op weg naar Barbados, waar hij Peter Stuyvesant ontmoette, de gouverneur van Nieuw-Nederland. De twee reisden in 1655 naar Curaçao, waar Beck in 1656 Lucas Rodenburgh verving als onderdirecteur van de WIC. Stuyvesant gaf Beck instructies over hoe de handel op Curaçao moest plaatsvinden, en onder Becks leiding werd het eiland een handelscentrum en knooppunt voor de slavenhandel.
Op Curaçao stichtte Beck verscheidene plantages. Voor 1662 stichtte hij plantage San Juan, een van de oudste plantages op Curaçao, waar maïs, suikerriet en indigo werden geteeld. Daarnaast stichtte hij ook de plantages Klein Sint Joris en Santa Barbara. Santa Barbara was met 1.202 hectare een van de grootste plantages van het eiland. Er werd onder meer rietsuiker, tabak en indigo geteeld.
Plantage Savonet werd aangelegd door de broer van Matthias, Willem Beck en is ook een van de oudste plantages op Curaçao.
Vanaf 1664 was Matthias Beck gouverneur van Curaçao, tot aan zijn dood in 1668. Als gouverneur verleende hij een aantal privileges aan de op Curaçao gevestigde Joden, waaronder het recht om paarden en land te bezitten en om slaven te verwerven voor de plantages.